# Matalajärvi (sjö i Finland, Lappland, lat 66,32, long 24,00)
Matalajärvi är en sjö i Finland. Den ligger i kommunen Övertorneå i landskapet Lappland, i den norra delen av landet, 700 km norr om huvudstaden Helsingfors. Matalajärvi ligger 98,5 meter över havet. Arean är 74,8 hektar och strandlinjen är 5,34 kilometer lång. Sjön  ingår i Torne älvs huvudavrinningsområde. 